# Station Sarnaki
Station Sarnaki is een spoorwegstation in de Poolse plaats Sarnaki.